# Club de Fútbol Laguna
El Club de Fútbol Laguna fou un club de futbol mexicà de la ciutat de Torreón, Coahuila.

## Història
El club va ser fundat 1953 amb el nom Club de Fútbol Laguna, ingressant a segona divisió on jugà entre 1953 i 1967. El 1968 ascendí a primera. El 1978 fou venut i col·locat a Ciutat de Mèxic, esdevenint Club Deportivo Coyotes Neza. El 1988 tornà a ser venut per convertir-se en Correcaminos UAT.

## Palmarès
- Segunda División Profesional: 
  - 1967-68

- Copa México de Segona Divisió: 
  - 1954-55